# کی ناکانو
کی ناکانو (ژاپنی: 中野 圭؛ زادهٔ ۲۱ ژانویهٔ ۱۹۸۸) یک بازیکن فوتبال اهل ژاپن است.
از باشگاه‌هایی که در آن بازی کرده‌است می‌توان به باشگاه فوتبال مونتدیو یاماگاتا اشاره کرد.